# Montería
Montería est une ville colombienne, chef-lieu du département de Córdoba. La ville est traversée par la rivière Sinu et dispose d'un port relié à la mer des Caraïbes située à 50 km de là. Toutefois, le port n'est pas en eaux profondes et ne peut pas être atteint par les très grands bateaux.

## Démographie
En 2010, la population de la ville était estimée à 409 476 habitants, dont 313 593 vivraient dans l'aire urbaine.

## Économie
Plus grand centre du pays de commerce du bétail, celui-ci représente sa principale source de revenus.

## Personnalités liées à la municipalité
- Salvatore Mancuso Gómez (1964-) : paramilitaire né à Montería.
- Manuel Turizo

## Relations internationales

### Jumelage
La ville de Monteria est jumelée avec :
 Saint-Basile-le-Grand, Canada.